# Ophiomyia atriplicis
Ophiomyia atriplicis este o specie de muște din genul Ophiomyia, familia Agromyzidae, descrisă de Spencer în anul 1984.
Este endemică în California. Conform Catalogue of Life specia Ophiomyia atriplicis nu are subspecii cunoscute.